# Haus der Geschichte Nordrhein-Westfalen

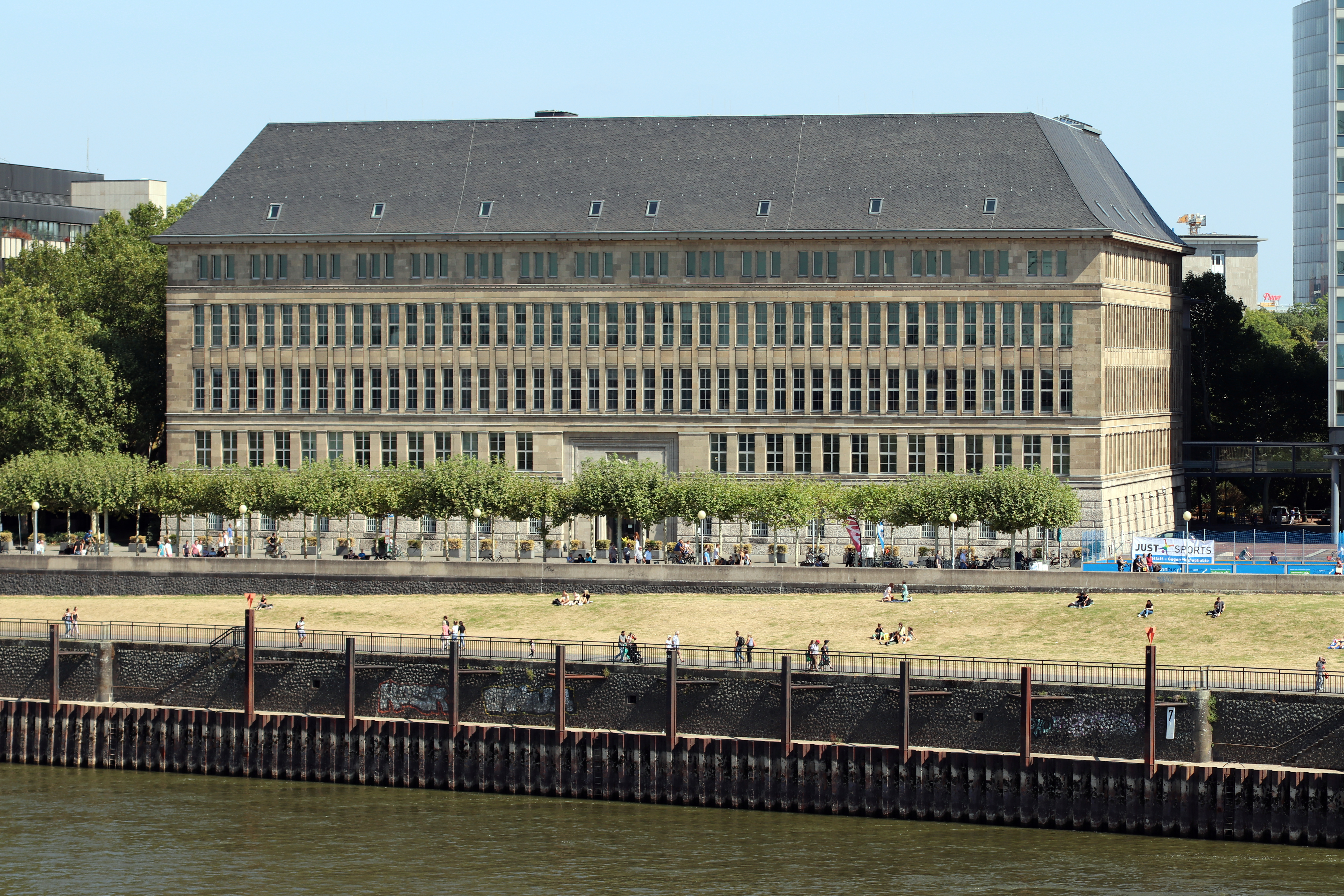
Behrensbau an der Düsseldorfer Rheinuferpromenade

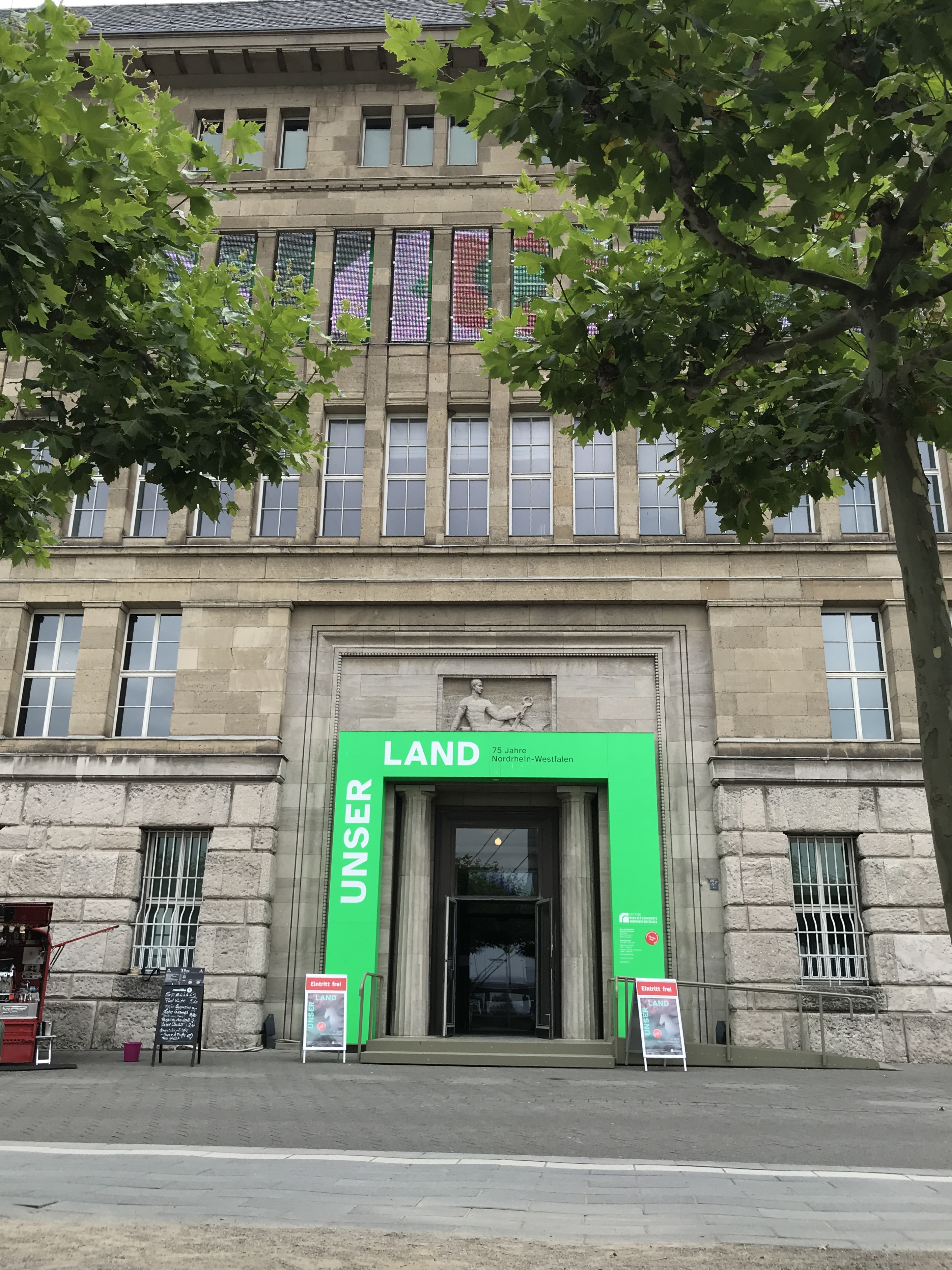
Durch Ausstellungsdesign überformter Eingang während der ersten Ausstellung „Unser Land“ mit Video-Installation im oberen Fensterbereich.

Die Stiftung Haus der Geschichte Nordrhein-Westfalen ist eine selbstständige Stiftung des Landes Nordrhein-Westfalen mit Sitz im „Behrensbau“, der ehemaligen Konzernzentrale der Mannesmannröhren-Werke AG in Düsseldorf. Zweck der Stiftung ist es, die Geschichte des Landes Nordrhein-Westfalen darzustellen. Der Stiftungszweck wird insbesondere durch die Einrichtung einer Dauerausstellung zur Geschichte des Landes, durch Wechselausstellungen, Publikationen, Veranstaltungen, Online-Angebote und Forschungsaktivitäten verwirklicht. Hierbei steht der Leitgedanke „Demokratie, Vielfalt, Wandel“ im Vordergrund.

## Planungsgeschichte
Bereits seit den 1980er Jahren gab es, angestoßen durch Fachleute, immer wieder Initiativen zu einem Museum der NRW-Landesgeschichte. Im November 2010 griff Landtagspräsident Eckhard Uhlenberg die Anregung renommierter Landeshistoriker auf, ein Haus der Geschichte Nordrhein-Westfalens einzurichten.
Im Januar 2012 rief der Landtagspräsident eine Expertengruppe ein, um Impulse für ein Ausstellungskonzept und grundsätzliche politische Beratungen und Entscheidungen im Konsens der politischen Kräfte zu erhalten. Mit dem zweiten Kabinett Kraft wurde als kleine Lösung 2016 das Haus der Parlamentsgeschichte in der Villa Horion realisiert. Die 2017 gebildete CDU-FDP-Regierungskoalition nahm die Pläne für ein großes Haus der Geschichte dann wieder in ihren Koalitionsvertrag auf.

### Landtagsentscheidung 2018
Am 18. Januar 2018 wurde im Landtag ein gemeinsamer Antrag der Fraktionen von CDU, SPD, FDP und Bündnis 90/Die Grünen zur Entwicklung eines Konzeptes für ein Haus der Geschichte Nordrhein-Westfalen verabschiedet. Die AfD im Landtag stimmte gegen den Antrag. Ziel sei, „das Geschichtsbewusstsein der Bürgerinnen und Bürger, ihr Verständnis für das politische, das gesellschaftliche und das kulturelle Leben in Nordrhein-Westfalen parteipolitisch neutral und zugleich auf der Höhe der wissenschaftlichen Forschung zu fördern.“

### Planungsgruppe
Am 26. April 2018 wurde eine parteiübergreifende und unabhängige Planungsgruppe mit wissenschaftlichen Experten eingesetzt, mit dem Auftrag, erste Grundlagen für das Haus der Geschichte Nordrhein-Westfalen zu entwickeln.
Am 18. Dezember 2019 beschloss der Landtag Nordrhein-Westfalen ohne Gegenstimmen das Gesetz zur Errichtung einer Stiftung Haus der Geschichte Nordrhein-Westfalen.

## Standorte

### Behrensbau

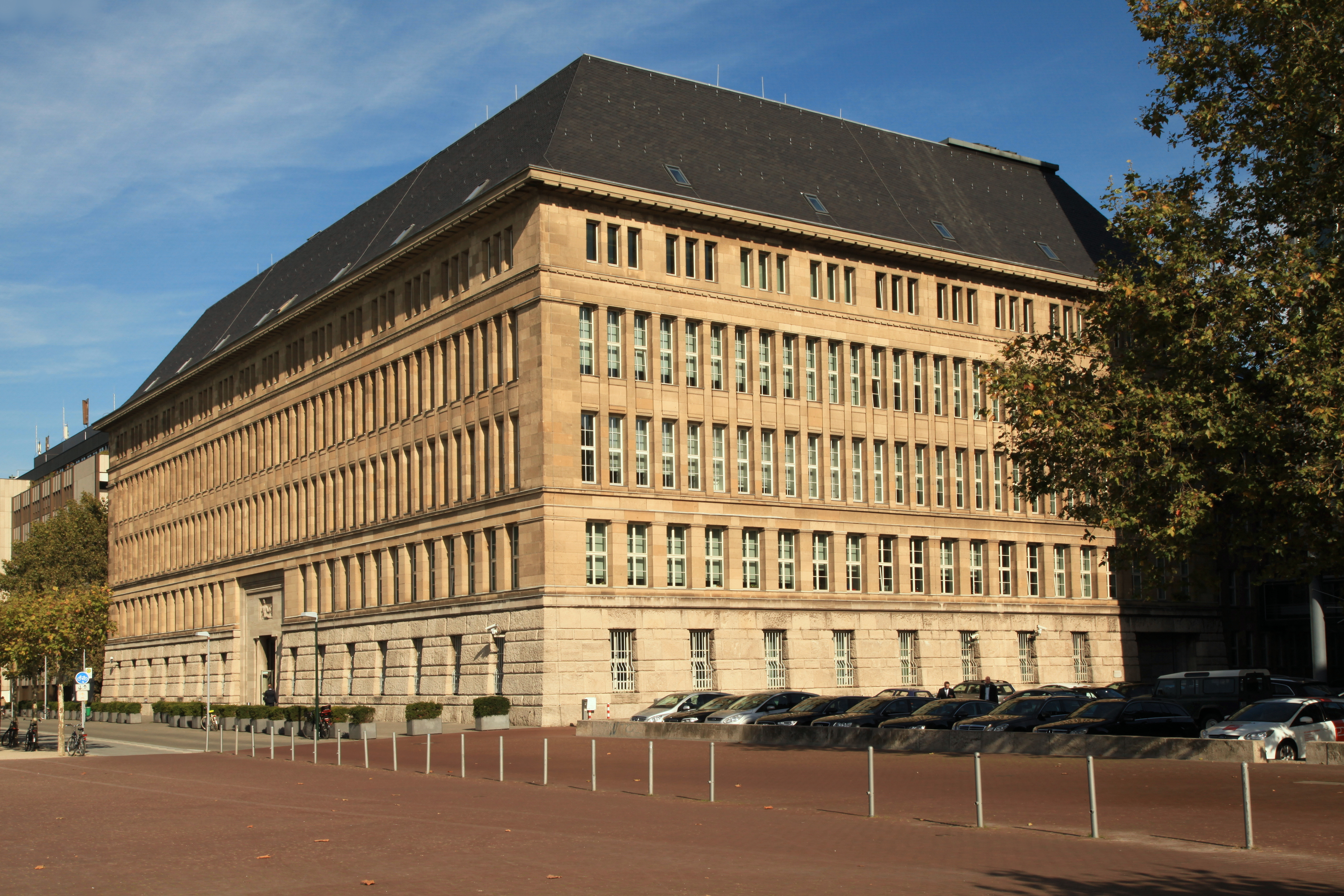
Behrensbau

Schon früh legte sich die Politik fest, dass das Haus der Geschichte Nordrhein-Westfalen seinen Sitz in Düsseldorf haben und ein möglichst authentischer Ort der Landesgeschichte sein müsse. Im Sommer 2018 bat das Kuratorium die Landesregierung zu prüfen, ob der ehemalige Sitz der Mannesmannröhren-Werke AG, der sogenannte Behrensbau, als Standort für das Museum geeignet sei. Das Stiftungsgesetz schlug dann das Gebäude als Ort des Hauses der Geschichte vor. Der Behrensbau ist wegen laufender Umbauarbeiten zum Museum normalerweise nicht für die Öffentlichkeit geöffnet.

### Aluminiumhaus

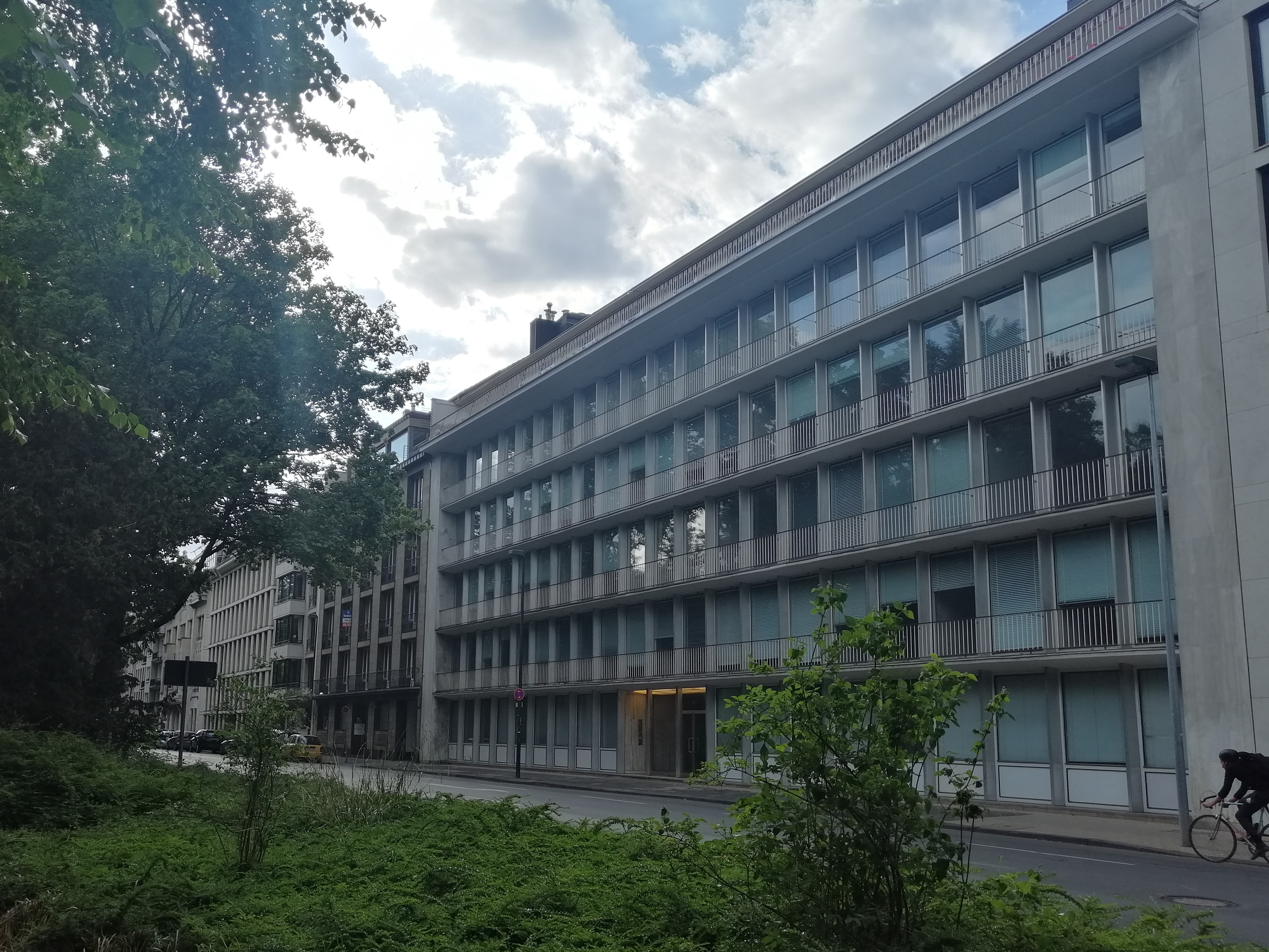
Aluminiumhaus

Die Büroräume der Stiftung befinden sich derzeit bis zum Abschluss der Revitalisierung des Behrensbaus voraussichtlich 2028/29 im Aluminiumhaus, errichtet 1953–1954 von Helmut Hentrich, Jägerhofstraße 29.

### Villa Horion

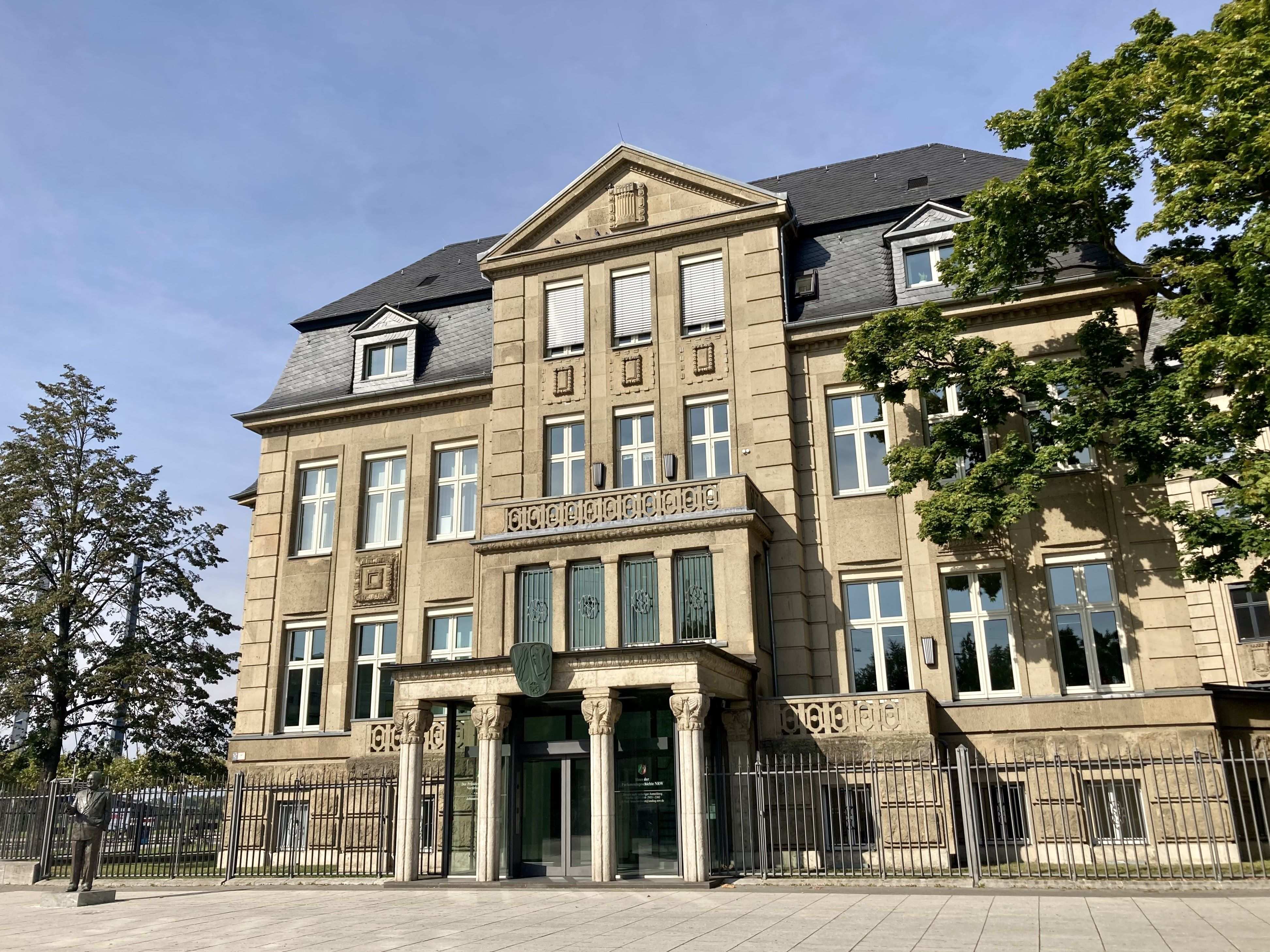
Villa Horion

In der Villa Horion am Rheinufer in Düsseldorf, am Johannes-Rau-Platz, befindet sich das Haus der Parlamentsgeschichte, das der Landtag Nordrhein-Westfalen im Oktober 2016 eröffnet hat. Seit 2020 werden die Führungen im Haus der Parlamentsgeschichte im Auftrag des Landtags von der Stiftung Haus der Geschichte Nordrhein-Westfalen angeboten. In vier Räumen, die nach den bisherigen Tagungsorten des Parlaments gestaltet sind, wird die nordrhein-westfälische Parlamentsgeschichte mit unterschiedlichen Medien vermittelt.

## Organe der Stiftung Haus der Geschichte Nordrhein-Westfalen
Das Stiftungsgesetz vom 18. Dezember 2019 richtet die Organe der Stiftung Haus der Geschichte Nordrhein-Westfalen ein.

### Kuratorium
Das Kuratorium besteht aus den Mitgliedern des Präsidiums des Landtags, je einem Abgeordneten der im Landtag vertretenen Fraktionen, fünf Mitgliedern der Landesregierung sowie je einem Vertreter der beiden Landschaftsverbände. Die konstituierende Sitzung fand am 12. Februar 2020 im Behrensbau statt. Der Präsident des Landtags, André Kuper, MdL, ist Vorsitzender des Kuratoriums.
Das Kuratorium entscheidet über Grundsatzfragen der Stiftungsarbeit. So erlässt das Kuratorium die Satzung der Stiftung, beruft die Mitglieder des Präsidiums, des Wissenschaftlichen Beirates und des Arbeitskreises Gesellschaftlicher Gruppen, berät über die Grundzüge der Programmgestaltung und stellt den Wirtschaftsplan fest.

### Präsidium
Das Kuratorium hat für die Gründungsphase bis Ende 2024 ein dreiköpfiges ehrenamtliches Präsidium berufen. Vorsitzender des Präsidiums ist Hans Walter Hütter (Präsident und Professor a. D. der Stiftung Haus der Geschichte der Bundesrepublik Deutschland, Bonn). Hinzu kommen Gabriele Uelsberg (ehem. Direktorin des LVR-Landesmuseums, Bonn) und Heinrich Theodor Grütter (Direktor des Ruhr Museums, Essen). Das Präsidium führt die laufenden Geschäfte der Stiftung.

### Wissenschaftlicher Beirat
Der Wissenschaftliche Beirat berät das Kuratorium und das Präsidium in wissenschaftlichen Fragen und garantiert so den wissenschaftlichen Austausch. Ihm gehören bis zu 15 Experten aus dem musealen Bereich, den für die Darstellung der Landesgeschichte zentralen Institutionen und der universitären Forschung an. Vorsitzender ist Karl Rudolf Korte, Professor für Politikwissenschaft an der Universität Duisburg-Essen und Direktor der NRW School of Governance. Stellvertretende Vorsitzende sind Constanze Itzel, Direktorin des Hauses der Europäischen Geschichte, Brüssel, und Frank Bischoff, Präsident des Landesarchivs Nordrhein-Westfalen, Duisburg.

### Arbeitskreis Gesellschaftlicher Gruppen
Der Arbeitskreis Gesellschaftlicher Gruppen berät das Kuratorium und das Präsidium. Ihm gehören Vertreter von bis zu 15 gesellschaftlichen Gruppen an. Vorsitzende ist Daniela Schneckenburger, Beigeordnete des Deutschen Städtetages. Stellvertretende Vorsitzende sind Inna Goudz, Geschäftsführerin des Landesverbandes der Jüdischen Gemeinden von Nordrhein und Vertreterin der Gemeinschaft der jüdischen Verbände und Gemeinden n Nordrhein-Westfalen, sowie Stefan Klett, Präsident des Landessportbunds Nordrhein-Westfalen e. V.

## Ausstellungen

### Unser Land. 75 Jahre Nordrhein-Westfalen
Die erste Ausstellung des Hauses der Geschichte Nordrhein-Westfalen „Unser Land. 75 Jahre Nordrhein-Westfalen“ war anlässlich des 75. Jubiläums der Landesgründung vom 27. August 2021 bis zum 28. August 2022 im Behrensbau zu sehen. In acht Ausstellungsbereichen wurden Herausforderungen thematisiert, mit denen das Land Nordrhein-Westfalen seit seiner Gründung konfrontiert wurde.

### 110 Jahre Behrensbau. Architektur und Geschichte
Das Haus der Geschichte Nordrhein-Westfalen zeigt vom 24. Mai 2023 bis zum 18. Februar 2024
eine zweite Ausstellung im Behrensbau. „110 Jahre Behrensbau. Architektur und Geschichte“ erzählt die Entstehung und Entwicklung des Gebäudes sowie den Werdegang seines Architekten Peter Behrens. Als ehemalige Hauptverwaltung von Mannesmann im Jahr 1912 erbaut ist es bis heute eng mit der wirtschaftlichen und politischen Geschichte Nordrhein-Westfalens verbunden. Bis zum Beginn der Sanierungsmaßnahmen und der Eröffnung der Dauerausstellung sollen weitere Ausstellungen im zukünftigen Museumsbau gezeigt werden.

### MuseumMobil
MuseumMobil ist ein mobiles Ausstellungsprojekt. In Form eines Containers tourt die Ausstellung zur Geschichte Nordrhein-Westfalens über einen Zeitraum von mehreren Jahren durch alle 53 Kreise und kreisfreien Städte des Landes. In Zusammenarbeit mit Kooperationspartnern vor Ort findet ein vielfältiges Begleitprogramm statt. Das Projekt unterstützt den Aufbau der Sammlung des neuen Museums, indem es Besucher dazu anregt, der Stiftung Gegenstände mit Bezug zur nordrhein-westfälischen Geschichte zu überlassen.